# Skuhrov (district de Jablonec nad Nisou)
Pour les articles homonymes, voir Skuhrov.
Skuhrov est une commune du district de Jablonec nad Nisou, dans la région de Liberec, en République tchèque. Sa population s'élevait à 593 habitants en 2021.

## Géographie
Skuhrov se trouve à 6 km au sud-est du centre de Jablonec nad Nisou, à 16 km au sud-est de Liberec et à 87 km au nord-est de Prague.
La commune est limitée par Dalešice et Maršovice au nord, par Pěnčín à l'est, par Železný Brod au sud et par Malá Skála à l'ouest.

## Histoire
La première mention écrite du village date de 1543.

## Transports
Par la route, Skuhrov se trouve à 10 km de Jablonec nad Nisou, à 22 km de Liberec et à 104 km de Prague.